# Songlines
Songlines — музыкальный журнал, издающийся в Великобритании с 1999 года. Охватывает различную музыку, от традиционных до популярных форм. Издаётся 8 раз в год и содержит обзоры музыкальных релизов, интервью, статьи о  музыкальных традициях, концертах, фестивалях и рассказы о путешествиях. Каждое издание включает в себя CD-сборник из 10 лучших треков, рассмотренных в данном издании, и 5 дополнительных треков, избранных знаменитостями. Подкасты с основными темами каждого издания доступны для загрузки через ITunes или через веб-сайт журнала.
Главный редактор журнала Simon Broughton является также соредактором The Rough Guide to World Music.

## Songlines Music Awards
Британская награда BBC Radio 3 Awards for World Music присуждалась радиостанцией BBC Radio 3 в период между 2002 и 2008 гг. В ответ на решение BBC об упразднении данной награды, Songlines учредил собственную награду «Songlines Music Awards».
| Год  | Лучший исполнитель | Лучшая группа      | Лучшее межкультурное сотрудничество                           | Лучший новичок    |
| ---- | ------------------ | ------------------ | ------------------------------------------------------------- | ----------------- |
| 2009 | Rokia Traoré       | Amadou & Mariam    | Jah Wobble & The Chinese Dub Orchestra                        | Kiran Ahluwalia   |
| 2010 | Goran Bregović     | Staff Benda Bilili | Justin Adams & Juldeh Camara                                  | Deolinda          |
| 2011 | Femi Kuti          | Bellowhead         | AfroCubism                                                    | Raghu Dixit       |
| 2012 | Anoushka Shankar   | Tinariwen          | Yo Yo Ma featuring Stuart Duncan, Edgar Meyer and Chris Thile | Fatoumata Diawara |
| 2013 | Angélique Kidjo    | Lo'Jo              | Dub Colossus                                                  | Mokoomba          |
| 2014 | Bassekou Kouyate   | Tamikrest          | Catrin Finch & Seckou Kouyate                                 | Family Atlantica  |